# 아웃캐스트
아웃캐스트(Outkast)는 미국의 힙합 듀오이다. 그들은 OKB (The Outkast Brothers)이라는 예명을 줄여 썼으며, 주로 더티사우스와 지펑크 등의 힙합 장르를 한다. 하지만 재즈, 펑크, R&B, 블루스, 소울, 일렉트로닉, 락, 팝 등의 장르도 한다.
그들은 안드레 3000과 빅 보이가 멤버이며, 그래미 어워드에서 6번의 우승 경력이있다.